# Viola Davis
Viola Davis er en amerikansk skuespiller. Hun startede sin karriere på teatret og vandt en Tony Award for sin rolle i King Hendley II (2001). Hun har spillet med i flere tv-serier og film og er blevet nomineret til en oscar 2 gange.
Davis blev født på sin bedstemors gård, på den tidligere Singleton Plantation, i St. Matthews, South Carolina. Hun er den næstyngste af seks søskende. Hendes mor, Mary Alice, var tjenestepige, fabriksarbejder og hjemmegående husmor. Hendes far, Dan Davis, var hestetræner. Familien flyttede til Rhode Island et par måneder efter hun blev født. Davis har fortalt, at hun har "levet i fattigdom og dysfunktion" gennem sin barndom..
Davis startede med at spille skuespil, da hun gik på Central Falls Highschool. Hun tog hovedfaget Teater på Rhode Island College, hvor hun dimitterede i 1988.

## Udvalgt filmografi
- 2000: Traffic – Socialarbejder
- 2001: Kate & Leopold – Politikvinde
- 2002: Antwone fisher – Eva May
- 2002: Solaris – Gordon
- 2005: Syriana – CIA Formand
- 2007: Disturbia – Detective Parker
- 2008: Doubt – Mrs. Mueller
- 2010: Knight and Day – Director George
- 2011: Niceville – Aibileen Clark
- 2016: Suicide Squad – Amanda Waller